# Jean de Beaumont (Sportfunktionär)

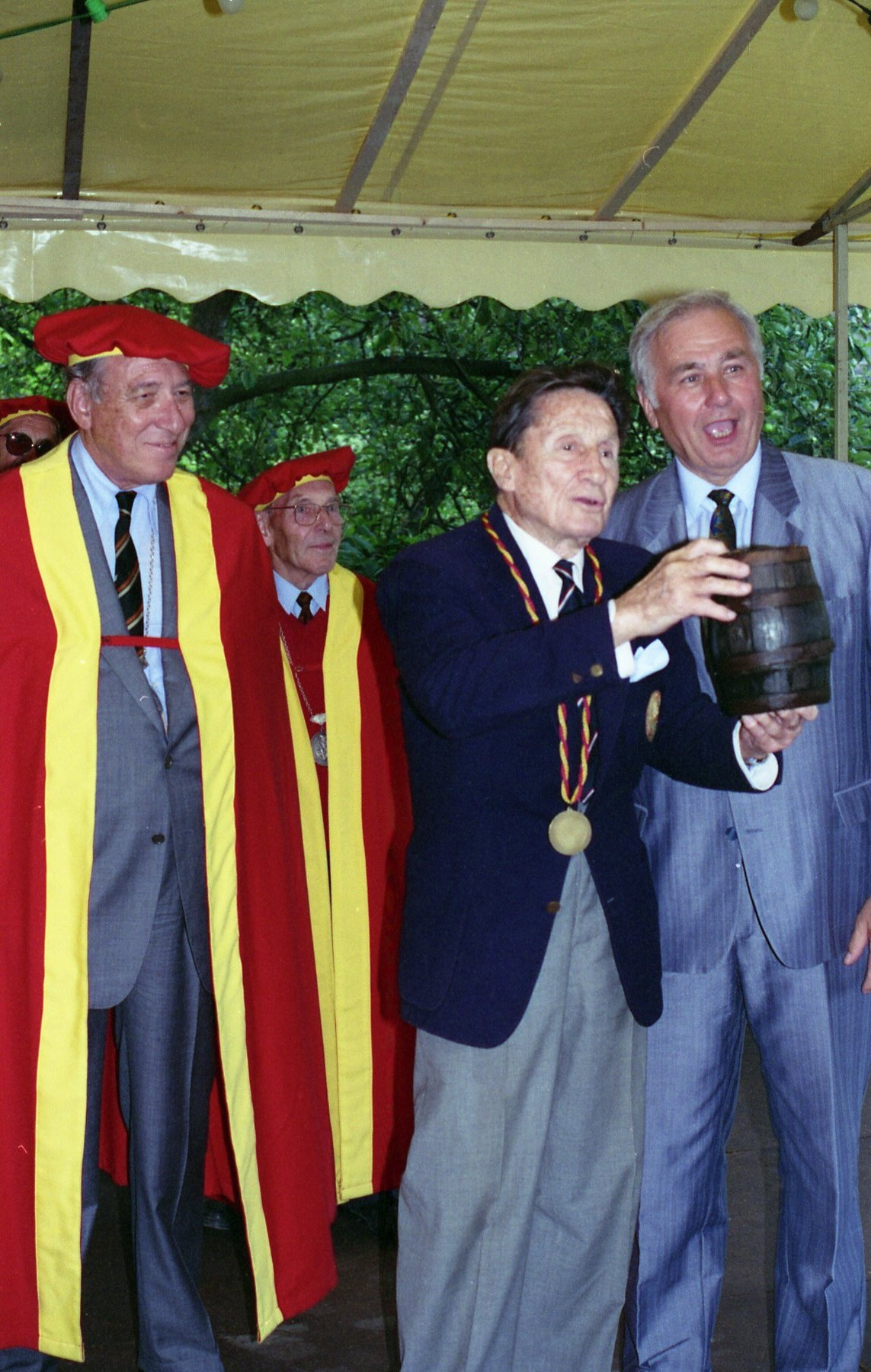
Jean de Beaumont (Mitte) im Alter von 89 Jahren

Jean Robert Maurice Bonnin de la Bonninière, comte de Beaumont (* 13. Januar 1904 in Paris; † 12. Juni 2002 ebenda) war ein französischer Sportler, Politiker, Unternehmer und Sportfunktionär.

## Leben
Er entstammte der Adelsfamilie Bonnin de La Bonninière de Beaumont, die Anfang des 19. Jahrhunderts in den Grafenstand erhoben worden war. Sein Vater Marc de Beaumont war der Gründer des Cercle de l’Union interalliée, eines einflussreichen Clubs der hohen Gesellschaft.
Jean besuchte die École des Roches und die École libre des sciences politiques und zeichnete sich während dieser Zeit als Sportler aus. Im Jahr 1923 nahm er an den ersten Universitäts-Weltspielen in Paris teil und erreichte im 110-Meter-Hürdenlauf das Finale. Im Jahr darauf nahm er als Trap-Schütze an den Olympischen Sommerspielen (ebenfalls in Paris) teil und wurde im Teamwettbewerb Elfter (von zwölf Mannschaften). Im Schießsport gewann er außerdem dreimal die nationale Meisterschaft und wurde Vizeweltmeister.
Nach Abschluss seiner Studien- und Sportzeit zog er nach Französisch-Indochina, wo er die stellvertretende Leitung einer Kautschuk-Plantage übernahm. 1928 heiratete er in die Rivaud-Bankdynastie ein, die zum damaligen Zeitpunkt zusammen mit der konkurrierenden Banque de l’Indochine die Wirtschaft in Übersee dominierte. Von 1934 bis 1936 arbeitete er als Journalist in Saigon und nutzte diese Tätigkeit, um sich politisch zu profilieren. Im Frühjahr 1936 wurde er – massiv gesponsert von der Banque Rivaud – zum Vertreter Cochinchinas in der Abgeordnetenkammer gewählt und setzte sich dabei äußerst knapp gegen Omer Sarraut durch, Sohn des amtierenden Premierministers Albert Sarraut und Kandidat der Banque de l’Indochine. Seine Wahl wurde allerdings wegen Bestechung angefochten und schließlich für ungültig erklärt; er konnte jedoch 1938 auch die Nachwahl gewinnen. Im Parlament schloss er sich keiner Fraktion an. Er beschäftigte sich hier hauptsächlich mit Kolonialpolitik und setzte sich für eine Stärkung der Überseegebiete ein. Daneben drängte er auf eine größere Förderung der französischen Luftfahrt. Während des Zweiten Weltkrieges stimmte er in der Abstimmung über das Verfassungsgesetz vom 10. Juli 1940 mit der Mehrheit für Pétain und das Ende der Dritten Republik. Nach Kriegsende war damit jede weitere politische Betätigung in Frankreich ausgeschlossen.
De Beaumont kehrte folglich nach Indochina zurück, wechselte wieder in die Wirtschaft und wurde Präsident mehrerer Kautschuk-Handelsgesellschaften innerhalb des Rivaud-Firmenimperiums in Südostasien und Afrika. Er führte unter anderem die Sennah Rubber Company und die Compagnie du Cambodge, die zahlreiche Plantagen in Kambodscha und im südlichen Vietnam kontrollierte. Die Gewinne aus diesen Unternehmungen machten ihn zum Multimillionär. Zusätzlich wurde er als Vertreter Cochinchinas in die Versammlung der Union française gewählt. Da die sich andeutende Niederlage im Indochinakrieg seine Besitzungen in Vietnam bedrohte, wurde er zum machtvollen Lobbyisten für einen Verbleib der französischen Truppen im Land – letzten Endes allerdings vergeblich. Nach dem Rückzug der Franzosen aus Indochina verlagerte er seine wirtschaftlichen Aktivitäten nach Afrika und zurück ins französische Mutterland. 1960 wurde er Teilhaber der Rivaud-Gruppe, 1975 deren Ehrenpräsident.
Er widmete sich nun verstärkt der Sportpolitik: 1951 war er Mitglied des Internationalen Olympischen Komitees geworden; von 1967 bis 1971 amtierte er zusätzlich als Präsident des französischen NOK (Comité olympique français). In dieser Funktion leitete er 1968 die Winterspiele in Grenoble.
1968–74 und 1976–80 war er Mitglied des IOC Executive Board. Von 1970 bis 1972 amtierte er als zweiter und von 1972 bis 1974 als erster Vizepräsident des IOC. 1972 unterlag er Lord Killanin bei der Präsidentenwahl. Seine Themenschwerpunkte beim IOC waren die Förderung der olympischen Sportarten in Afrika und die Reform der überalterten IOC-Struktur. 1990 zog er sich aus dem Tagesgeschäft zurück.
Jean de Beaumont starb 2002 im Alter von 98 Jahren. Er war Träger zahlreicher Auszeichnungen, darunter des Ritterkreuzes des belgischen Leopoldsordens, sowie Kommandeur der Ehrenlegion. Er war auch Verfasser von drei Romanen: Adieu Focolara (1959), Pas ce soir (1965) und Au hasard de la chance (1987). Seine Tochter Jacqueline de Ribes (* 1929) ist eine bekannte Angehörige der hohen französischen Gesellschaft und galt jahrzehntelang als Stilikone. Ihr Mann Édouard de Ribes leitete die Rivaud-Gruppe bis in die 1990er-Jahre.